# Aurukun
Aurukun är en region i Australien. Den ligger i delstaten Queensland, omkring 1 900 kilometer nordväst om delstatshuvudstaden Brisbane. Antalet invånare är 1 401.
I omgivningarna runt Aurukun växer huvudsakligen savannskog. Trakten runt Aurukun är nära nog obefolkad, med mindre än två invånare per kvadratkilometer. Savannklimat råder i trakten. Genomsnittlig årsnederbörd är 1 801 millimeter. Den regnigaste månaden är januari, med i genomsnitt 562 mm nederbörd, och den torraste är augusti, med 1 mm nederbörd.